# ATP Challenger Salinas
Das ATP Challenger Salinas (offizieller Name: Challenger de Salinas) war ein von 1996 bis 2014 und 2021 bis 2023 jährlich stattfindendes Tennisturnier in Salinas, Ecuador. Es war Teil der ATP Challenger Tour und wurde im Freien auf Sandplatz ausgetragen. Iván Miranda ist der einzige Spieler, der das Turnier im Einzel zweimal gewinnen konnten. Im Doppel konnten Sebastián Prieto und Júlio Silva das Turnier je zweimal gewinnen. Nach einer Unterbrechung nach 2014 findet das Turnier seit 2021 wieder statt.

## Liste der Sieger

### Einzel
| Jahr                         | Sieger                 | Finalgegner               | Ergebnis        |
| ---------------------------- | ---------------------- | ------------------------- | --------------- |
| 2023                         | Illja Martschenko      | Matija Pecotić            | 6:4, 6:4        |
| 2022                         | Emilio Gómez (2)       | Nicolas Moreno de Alboran | 6:72, 7:64, 7:5 |
| 2021 (2)                     | Emilio Gómez (1)       | Nicolás Jarry             | 4:6, 7:66, 6:4  |
| 2021 (1)                     | Nicolás Jarry          | Nicolás Mejía             | 7:67, 6:1       |
| 2015–2020: nicht ausgetragen |                        |                           |                 |
| 2014                         | Víctor Estrella        | Andrea Collarini          | 6:3, 6:4        |
| 2013                         | Alejandro González     | Renzo Olivo               | 4:6, 6:3, 7:67  |
| 2012                         | Guido Pella            | Paolo Lorenzi             | 1:6, 7:5, 6:3   |
| 2011                         | Andrés Molteni         | Horacio Zeballos          | 7:5, 7:64       |
| 2010                         | Brian Dabul            | Nicolás Massú             | 6:3, 6:2        |
| 2009                         | Santiago Giraldo       | Michael Russell           | 6:3, 6:2        |
| 2008                         | Iván Miranda (2)       | Diego Junqueira           | 6:2, 6:2        |
| 2007                         | Juan Pablo Brzezicki   | Marcos Daniel             | 6:4, 6:4        |
| 2006                         | Benjamin Becker        | Jesse Witten              | 4:6, 6:3, 6:2   |
| 2005                         | Dennis van Scheppingen | Franco Ferreiro           | 6:2, 6:4        |
| 2004                         | Alejandro Falla        | Gilles Müller             | 6:76, 6:2, 6:2  |
| 2003                         | Giovanni Lapentti      | Iván Miranda              | 6:3, 6:4        |
| 2002                         | Iván Miranda (1)       | Ricardo Mello             | 6:3, 6:4        |
| 2001                         | David Nalbandian       | Ronald Agénor             | 6:4, 6:2        |
| 2000                         | Davide Sanguinetti     | Luis Horna                | 6:2, 6:2        |
| 1999                         | Juan Ignacio Chela     | Hernán Gumy               | 6:4, 7:6        |
| 1998                         | André Sá               | Guillermo Cañas           | 7:5, 5:7, 6:4   |
| 1997                         | Oliver Gross           | Gilbert Schaller          | 6:1, 3:6, 6:2   |
| 1996                         | Óscar Martínez         | Luis Morejón              | 6:2, 6:7, 6:3   |

### Doppel
| Jahr                         | Sieger                                         | Finalgegner                                   | Ergebnis         |
| ---------------------------- | ---------------------------------------------- | --------------------------------------------- | ---------------- |
| 2023                         | Vasil Kirkov Alfredo Perez                     | Ángel Díaz Jalil Álvaro Guillén Meza          | 7:5, 7:5         |
| 2022                         | Yuki Bhambri Saketh Myneni                     | JC Aragone Roberto Quiroz                     | 4:6, 6:3, [10:7] |
| 2021 (2)                     | Nicolás Barrientos Sergio Galdós (2)           | Antonio Cayetano March Thiago Agustín Tirante | kampflos         |
| 2021 (1)                     | Miguel Ángel Reyes Varela Fernando Romboli (2) | Diego Hidalgo Skander Mansouri                | 7:5, 4:6, [10:2] |
| 2015–2020: nicht ausgetragen |                                                |                                               |                  |
| 2014                         | Roberto Maytín Fernando Romboli (1)            | Hugo Dellien Eduardo Schwank                  | 6:3, 6:4         |
| 2013                         | Sergio Galdós (1) Marco Trungelliti            | Jean Andersen Izak van der Merwe              | 6:4, 6:4         |
| 2012                         | Martín Alund Horacio Zeballos                  | Ariel Behar Carlos Salamanca                  | 6:3, 6:3         |
| 2011                         | Facundo Bagnis Federico Delbonis               | Rogério Dutra da Silva João Souza             | 6:2, 6:1         |
| 2010                         | Jonathan Marray Jamie Murray                   | Sanchai Ratiwatana Sonchat Ratiwatana         | 6:3, 6:4         |
| 2009                         | Sanchai Ratiwatana Sonchat Ratiwatana          | Juan Pablo Brzezicki Iván Miranda             | 6:3, 7:64        |
| 2008                         | Júlio Silva (2) Caio Zampieri                  | Sebastián Decoud Dick Norman                  | 7:66, 6:2        |
| 2007                         | Scott Lipsky David Martin                      | Thiago Alves Franco Ferreiro                  | 7:5, 7:69        |
| 2006                         | Thiago Alves Júlio Silva (1)                   | André Ghem Alexandre Simoni                   | 3:6, 6:4, [10:4] |
| 2005                         | Juan Pablo Brzezicki Cristian Villagrán        | Juan Pablo Guzmán Sergio Roitman              | 6:2, 6:4         |
| 2004                         | Federico Browne Aisam-ul-Haq Qureshi           | José de Armas Eric Nunez                      | 6:3, 6:3         |
| 2003                         | Martín Alberto García Sebastián Prieto (2)     | Michael Kohlmann Harel Levy                   | kampflos         |
| 2002                         | Brandon Coupe Jeff Salzenstein                 | Martín Rodríguez Diego Veronelli              | 6:73, 6:4, 7:63  |
| 2001                         | Luis Horna David Nalbandian                    | Daniel Melo Flávio Saretta                    | 6:4, 0:6, 6:1    |
| 2000                         | Juan Balcells Mauricio Hadad                   | Emilio Benfele Álvarez Álex Calatrava         | kampflos         |
| 1999                         | Mariano Hood Sebastián Prieto (1)              | Lucas Arnold Ker Daniel Orsanic               | 6:2, 7:6         |
| 1998                         | David Di Lucia Michael Sell                    | Mariano Hood Sebastián Prieto                 | 7:6, 6:4         |
| 1997                         | Fernando Meligeni André Sá                     | Donald Johnson Francisco Montana              | 6:3, 3:6, 6:3    |
| 1996                         | Juan Carlos Bianchi Claude N’Goran             | Daniel Orsanic Laurence Tieleman              | 7:5, 6:4         |